# Senna
Senna (din arabă sanā) este un gen larg de plante cu flori din familia Fabaceae (Leguminoaselor), subfamilia Caesalpinioideae. Biodiversitatea genului este nativă tropicelor deși câteva specii se găsesc în regiuni temperate. Numărul de specii este estimat de obicei ca fiind de cca. 260, deși câțiva autori cred că sunt mai mult de 350 de specii. Specia tip a acestui gen este Senna alexandrina (în imaginea din dreapta). Circa 50 specii de  Senna sunt cultivate. De-a lungul istoriei, Senna alexandrina a fost folosită ca laxativ, iar în medicină din anii 1950.

## Listă de specii
- Senna alata (L.) Roxb. - Dartrier
- Senna alexandrina Mill. - Séné
- Senna armata (S. Wats.) Irwin & Barneby
- Senna artemisioides (Gaud. ex DC.) Randell
- Senna atomaria (L.) Irwin & Barneby
- Senna bacillaris (L. f.) Irwin & Barneby
- Senna bauhinioides (Gray) Irwin & Barneby
- Senna bicapsularis (L.) Roxb.
- Senna candolleana (Vogel) Irwin & Barneby
- Senna corymbosa (Lam.) Irwin & Barneby
- Senna covesii (Gray) Irwin & Barneby
- Senna didymobotrya (Fresen.) Irwin & Barneby
- Senna durangensis (Rose) Irwin & Barneby
- Senna ×floribunda (Cav.) Irwin & Barneby
- Senna fructicosa (P. Mill.) Irwin & Barneby
- Senna gaudichaudii (Hook. et Arn.) Irwin & Barneby
- Senna hebecarpa (Fern.) Irwin & Barneby
- Senna hirsuta (L.) Irwin & Barneby
- Senna italica P. Mill.
- Senna ligustrina (L.) Irwin & Barneby
- Senna lindheimeriana (Scheele) Irwin & Barneby
- Senna macranthera (Collad.) H.S.Irwin & Barneby
- Senna marilandica (L.) Link
- Senna mexicana (Jacq.) Irwin & Barneby
- Senna monozyx (Irwin & Barneby) Irwin & Barneby
- Senna multijuga (L.C. Rich.) Irwin & Barneby
- Senna nitida (L.C. Rich.) Irwin & Barneby
- Senna obtusifolia (L.) Irwin & Barneby
- Senna occidentalis (L.) Link
- Senna orcuttii (Britt. et Rose) Irwin & Barneby
- Senna pendula (Humb. et Bonpl. ex Willd.) Irwin & Barneby
- Senna petersiana (Bolle) Lock (Syn.: Cassia petersiana Bolle)
- Senna pilosior (B.L. Robins. ex J.F. Macbr.) Irwin & Barneby
- Senna polyphylla (Jacq.) Irwin & Barneby
- Senna pumilio (Gray) Irwin & Barneby
- Senna racemosa (P. Mill.) Irwin & Barneby
- Senna ripleyana (Irwin & Barneby) Irwin & Barneby
- Senna roemeriana (Scheele) Irwin & Barneby
- Senna rostrata (Mart.) Irwin & Barneby
- Senna septemtrionalis (Viv.) H. Irwin & Barneby
- Senna septentrionalis (Viviani) Irwin & Barneby
- Senna siamea (Lam.) Irwin & Barneby
- Senna sophera (L.) Roxb.
- Senna spectabilis (DC.) Irwin & Barneby
- Senna sulfurea (DC. ex Colladon) Irwin & Barneby
- Senna surattensis (Burm. f.) Irwin & Barneby
- Senna tora (L.) Roxb.
- Senna uniflora (P. Mill.) Irwin & Barneby
- Senna wislizeni (Gray) Irwin & Barneby